# Ersid Ljuca
Ersid Ljuca (in serbo Ерсид Љуца?; Bijelo Polje, 10 maggio 1981) è un ex cestista albanese con cittadinanza kosovara.

## Carriera
Con l'Albania ha disputato i Giochi del Mediterraneo di Pescana 2009.

## Palmarès
- Campione del Kosovo (2006)
- Coppa del Kosovo (2004, 2005, 2006)
- Supercoppa del Kosovo (2005)